# Качурин, Константин Петрович
Константин Петрович Качурин (26 декабря 1891 (7 января 1892), Маргилан — 1960-е, Лондон) — подъесаул Императорской армии, полковник Белого движения, лейтенант вооруженных сил Великобритании, командующий 2-м авиаотрядом Дальневосточной армии (1920).

## Биография
Константин Качурин родился 26 декабря 1891 (7 января 1892) года в Маргилана (Ферганская долина) в семье казаков Оренбургского войска, имел шесть братьев и сестёр. Константин окончил Оренбургский Неплюевский кадетский корпус, после чего поступил в столичное Николаевское инженерное училище из которого выпустился в 1912 году по первому разряду. Уже после начала Первой мировой войны, в 1917 году, Качурин стал выпускником Севастопольской авиашколы — получил специальность «военного летчика».
Константин Петрович начал службу в Русской императорской армии 1 сентября 1909 года. В начале августа 1912 года ему было присвоено звание хорунжего; в период Великой войны, в конце февраля 1916 года, он стал подъесаулом. За время Гражданской войны он достиг чина войскового старшины (апрель 1920) и полковника (10 октября 1920 года).
Качурин служил в Оренбургском 6-м казачьем полку, где пробыл с 1912 по 1916 годы. Приказом по 4-й армии от 6 августа 1916 года он был назначен летчиком-наблюдателем в четвёртый отряд истребителей, являвшийся частью 7-го корпусного авиаотряда. После начала Гражданской войны Константин Качурин оказался в белых войсках Северного фронта. С начала февраля 1919 года он числился в Славяно-Британском авиакорпусе (иногда называемом легионом) Архангельского фронта — получил звание лейтенант Королевских Воздушных сил Великобритании. Затем был прикомандирован к штабу командующего войсками Северной области России, до назначения в строевую часть.
19 февраля 1919 года К. П. Качурин был направлен в отряд подполковника Н. И. Бальзама. После этого, с конце марта, он вновь был прикомандирован к штабу до нового назначения. С 3 апреля он перешёл в 3-ю инженерную роту. В завершающий период войны Константин Петрович получил пост командира второго авиаотряда в частях атамана Г. М. Семёнова в Забайкалье.
В октябре 1920 года именно Качурин управлял самолётом, вывезшим атамана Семёнова из Читы, практически окруженной частями РККА: «Аэроплан, с пилотом полковником Кочуриным, был неисправен, и в течение всего полета, продолжавшегося два часа пятнадцать минут, механик у меня в ногах паял бензиновый бак» — писал позже атаман.
К 1922 году Константин Петрович Качурин оказался в эмиграции в Великобритании (Англии) — к 1925 году он жил в Лондоне, где и скончался в 1960-е.

## Награды
- Орден Святого Станислава 3 степени (1915)[3]
- Орден Святой Анны 2 степени с мечами (1919): «за боевые отличия»[2][5]

## Семья
Константин Качурин был женат на англичанке.

## Мнение современников
Генерал-лейтенант Г. А. Вержбицкий в 1920 году особо отмечал Константина Качурина:
С особым удовольствием я отмечаю работу начальника [авиационного] отряда, войскового старшину Качурина, совершившего наиболее трудные полеты [в сложных метеоусловиях] и своим мужеством и умением, смелостью и энергией показавшего себя достойным высокой чести стоять во главе своего отряда.